# نيك ستيوارت
نيك ستيوارت (بالرومانية: Nick Stuart)‏ هو موزع وممثل روماني، ولد في 10 أبريل 1904 في رومانيا، وتوفي في 7 أبريل 1973 ببيلوكسي في الولايات المتحدة.

## وصلات خارجية
- نيك ستيوارت على موقع IMDb (الإنجليزية)
- نيك ستيوارت على موقع ألو سيني (الفرنسية)
- نيك ستيوارت على موقع أول موفي (الإنجليزية)
- نيك ستيوارت على موقع قاعدة بيانات الفيلم (الإنجليزية)